# جووانی بولزونی (بازیکن فوتبال، زاده ۱۹۰۵)
جووانی بولزونی (انگلیسی: Giovanni Bolzoni; ۲۷ نوامبر ۱۹۰۵ – ۴ اوت ۱۹۸۰) بازیکن فوتبال اهل ایتالیا بود.
از باشگاه‌هایی که در آن بازی کرده‌است می‌توان به باشگاه فوتبال اینتر میلان، باشگاه فوتبال آ.ث. میلان، باشگاه فوتبال مونتسا، و باشگاه فوتبال پارما اشاره کرد.